# Nieuw-Caledonische ral
De Nieuw-Caledonische ral (Cabalus lafresnayanus synoniem: Gallirallus lafresnayanus) is een mogelijk uitgestorven vogel uit de familie Rallidae (Rallen).

## Kenmerken
De vogel is (op grond van museumexemplaren) 45 tot 48 cm lang. De vogel lijkt sterk op de verwante soorten Lord-Howeral (Gallirallus sylvestris) en weka (G. australis). Opvallend zijn de lange staart en het egale verenkleed, waarin bandering ontbreekt.

## Verspreiding en leefgebied
Deze soort is/was endemische in Nieuw-Caledonië. Het was een vogel van dicht ongerept regenwoud in moeilijk toegankelijk gebied.

## Status
Tussen 1860 en 1890 zijn in totaal 17 specimens verzameld in het bergachtige binnenland van het eiland Nieuw-Caledonië. Daarna zijn er geen bevestigde waarnemingen verricht, ondanks gericht onderzoek in 1998. Er zijn wel onbevestigde waarnemingen uit de jaren 1960 en uit 1984. Mogelijk is er nog een populatie in lastig toegankelijk gebied. Om deze redenen staat deze soort als ernstig bedreigd (kritiek) op de Rode Lijst van de IUCN.